# Battlestar Galactica Online
Battlestar Galactica Online（バトルスターギャラクティカ・オンライン）は、アメリカのSFテレビドラマ『GALACTICA/ギャラクティカ』を原作とするMMORPG。開発・運営はドイツのBigpoint.com、日本ではイーストビームが担当。

## 概要
2011年2月8日（現地時間）にオープンβテストを開始、同年4月14日に正式サービスを開始。ブラウザベースのゲームではあるが、Unity を使用した高度な3Dグラフィック表現を可能とした3Dシューティングゲームである。また21か国語にローカライズされている。プレイヤーはコロニアルかサイロンの2つの陣営に分かれ、各陣営2つの拠点を含む55もの星系を巡り勢力圏の拡大を図る。

## ストーリー
バトルスターペガサスと合流を果たしたコロニアル船団であったが、資源の不足は深刻なものとなっていた。サイロンとの資源惑星の争奪戦が激化する中、プレイヤーは新人パイロットとしてバイパーMkIIに乗る。

## カスタマイズ

### プレイヤーキャラクター
人間キャラクターは男女・髪型・制服など多彩な組み合わせが可能だが、サイロンキャラクターは基本的にボディペイントが変化するだけである。なお人間・サイロン共に、ゲーム開始時に作成したキャラクターの外見は以降変更することができない。

### 機体及び船体
武器の種類は機関砲（キャノン砲を含む）・ミサイル（核兵器を含む）・採掘用機銃で、これらを規定の武器ポート数の中で自由に組み合わせて搭載することができる。機体（船体）装備には装甲・レーダー・スタビライザーなどがあり、同様に自由な組み合わせで搭載することができる。機体及び船体のカスタマイズは、これらの装備パーツを段階的に改造強化することで行われる。一部の機体・船体はペイント装備を取り付けることで、外観テクスチャの変更が可能。またバイパーやレイダーなどの戦闘機系の機体は、通常の操作は艦船と同じWASDキーが進路変更動作として割り当てられているタイプであるが、特殊なパイロットシステムを装備することにより進路変更動作がマウス右ドラッグに、WASDキーがスラスターによる平行移動動作に変わり、ドラマ中で見られるような動きをかなり再現できるようになる。

## 資源
Cubits
特殊な船や装備、弾薬を購入するのに費やされる。ドラマの中でコロニアルの貨幣として登場しているチップ状の貴金属。基本的には現実の通貨により購入する有料ポイントであるが、ミッションのクリアやWaterからの変換などでも入手できる。
Merits
特殊な船や装備、弾薬を購入するのに費やされる。敵プレイヤーを倒したり特殊なミッションをクリアすることで入手できる。
Tylium
通常の船や装備、弾薬を購入するのに費やされる。アステロイドなどから入手でき、スキャン時の色分けは黄色。
Titanium
船や装備の修理に費やされる。アステロイドなどから入手でき、スキャン時の色分けは紫色。一定のレートでTyliumに交換できる。
Water
アステロイドなどから入手でき、スキャン時の色分けは水色。一定のレートでCubitsに返還できる。

## 陣営と人物

### コロニアル
アダマ司令官
ギャラクティカ艦長兼船団司令官。CICに常駐している。3Dモデルはドラマで演じた俳優エドワード・ジェームズ・オルモスの再現度が非常に高い。
アダマ（アポロ）大尉
ギャラクティカの娯楽室でスレースと寛いでいる。
スレース（スターバック）中尉
ギャラクティカの娯楽室でアダマと寛いでいる。3Dモデルはやたら貧乏揺すりをしたりと落ち着きがない。
チーフ・エディソン
ギャラクティカの整備主任を務める初老の男性。
チーフ・チロル
ペガサスが制圧している星系の資源基地で補給主任を務めている。

### サイロン
ナンバー1（カビル）
ベーススター（1）艦長兼サイロン指導者。3Dモデルはやたら頭を振り乱したり机を叩いたりと落ち着きがない。
ナンバー2（レオベン）
ベーススターの娯楽室でナンバー6と寛いでいる。
ナンバー6
ベーススターの娯楽室でナンバー2と寛いでいる。格納庫にも同型モデルがいるがそちらには話しかけることはできない。
ナンバー8（シャロン）
ベーススター（1）及びベーススター（2）が制圧している星系の資源基地で補給担当を務めている。

## 艦艇
以下のほかにも、操作はできないがOutpost（旗艦並みの重武装を持つドック艦）やMining Ship（採掘船）などが登場する。

### コロニアル
Viper MkII級
種類はStrike（戦闘機）、担当はInterceptor。第一次サイロン戦争で使用されていた旧式モデル。
Viper MarkIII級
種類はStrike、担当はMultirole。MkIIの発展強化型。外見はほとんど変わらない。『Battlestar Galactica:Blood&Chrome』とのタイアップ機体。
Raptor級
種類はStrike、担当はCommand。武装を強化したバリエーションがある。
Rhino級
種類はStrike、担当はAssault。プロペラのない攻撃ヘリのような外見をしている。
Viper MkVII級
種類はStrike、担当はMultirole。バイパー系の最新型。
Raven MkIV-R級
種類はStrike、担当はForce Recon。第一次サイロン戦争末期に運用されていた威力偵察機。バイパー系の機体よりも鋭角的なデザインになっており、非戦闘時に機銃や主翼を機体に収納させることにより高いステルス性能を発揮する。
Scythe級
種類はEscort（護衛艦）、担当はInterceptor。船体の下部に小さな三日月状の副船体と大きな直角三角形状の副船体が付いており、真横から見ると拳銃のような奇妙な外見をしている。
Glaive級
種類はEscort、担当はCommand。鉄アレイのような外見をしている。
Maul級
種類はEscort、担当はAssault。船首に衝角のような4つの突起があり、船体後部は3基のエンジンナセルがほとんどを占めている。
Halberd級
種類はEscort、担当はMultirole。二重プロペラのような船首に亀の甲羅のような船体が付いている。
Aesir級
種類はLine（戦列艦）、担当はInterceptor。潰れた菱形を上下に2つ繋げたような船体から長い首が伸びている。エンジンナセルは大型で円筒状のものが4機、船尾に十字型に配置されている。
Vanir級
種類はLine、担当はCommand。船体前部が音叉のような双胴体になっており、船体各部に巨大なアンテナ群が生えている。
Jotunn級
種類はLine、担当はAssault。Aesir級を縮めたような外見をしている。
Gungnir級
種類はLine、担当はMultirole。船首や船尾よりも細くなった船体の中ほどから左右それぞれ3つの突起が張り出しており、巨大な魚の骨のような外見をしている。大きさはギャラクティカのフライトセクションほど。
Brimir級
種類はCarrier（航空母艦）、担当はCarrier。DeltaCanopis星系で新たに建造された中型バトルスター。外見はギャラクティカに類似しているが、主船体から左右に垂れ下がっているのはエンジンナセルであり、主船体そのものが船首かた船尾まで貫通した空洞のあるフライトセクションになっている。他プレイヤーのStrikeを搭載してジャンプすることができる。
バトルスターギャラクティカ
AlphaCeti星系を制圧している船団旗艦。
バトルスターペガサス
DeltaCanopis星系を制圧している船団旗艦。

### サイロン
Raider級
種類はStrike（戦闘機）、担当はInterceptor。
Cylon War Raider MarkII級
種類はStrike、担当はMultirole。Cylon War Raider級の後継機。全体的な造形は変わらないが、機体本体が小型化してRaider級に近い外見になっている。『Battlestar Galactica:Blood&Chrome』とのタイアップ機体。
Heavy Raider級
種類はStrike、担当はCommand。武装を強化したバリエーションがある。
Marauder級
種類はStrike、担当はAssault。Raider級とは逆に、機体本体が大きく主翼が小さいブーメランのような外見をしている。
Cylon War Raider級
種類はStrike、担当はMultirole。第一次サイロン戦争で使用されていた旧式モデル。ひっくり返ったお皿のような外見をしている。
Malefactor Type-1級
種類はStrike、担当はForce Recon。第一次サイロン戦争末期に運用されていた威力偵察機。レイダー系の機体よりも鋭角的なデザインになっており、非戦闘時に機銃や主翼を機体に収納させることにより高いステルス性能を発揮する。
Banshee級
種類はEscort（護衛艦）、担当はInterceptor。潰れたヘラクレスオオカブトのような外見をしている。
Spectre級
種類はEscort、担当はCommand。サメの胴体の前半分だけのような外見をしている。
Wraith級
種類はEscort、担当はAssault。大きさは違うがコロニアルのRaptor級によく似た外見をしている。
Liche級
種類はEscort、担当はMultirole。カヌー状の船体を上下に2つ繋げたような外見をしている。
Fenrir級
種類はLine（戦列艦）、担当はInterceptor。ヒレの大きなシーラカンスのような外見をしている。
Hel級
種類はLine、担当はCommand。細長いクジラのような外見で、コロニアルの旅客船によく似ている。
Jormung級
種類はLine、担当はAssault。タンカーのような外見をしている。
Nidhogg級
種類はLine、担当はMultirole。ヤドカリのような外見をしている。
Surtur級
種類はCarrier（航空母艦）、担当はCarrier。47Tartalon星系で新たに建造された中型ベーススター。船首をより大きくしたMarauder級のような主船体に、小さなフック状の副船体がぶら下がっている。他プレイヤーのStrikeを搭載してジャンプすることができる。
ベーススター（1）
242Apollid星系を制圧している艦隊旗艦。
ベーススター（2）
47Tartalon星系を制圧している艦隊旗艦。